# Why?
«Why?» fue la canción representante de Finlandia para el Festival de la Canción de Eurovisión 2005, cantada en idioma inglés por Geir Rönning.

## Eurovisión
Como Finlandia no se había clasificado para la final en años anteriores, la canción fue interpretada en la semifinal. Allí fue interpretada en el puesto número 16 (seguida por el húngaro NOX con "Forogj, világ!" y precedida por el macedonio Martin Vučić con "Make My Day"). Al terminar las votaciones, recibió 50 puntos, situándose en el puesto número 18 de 25 participantes, perdiendo así un puesto entre los diez primeros para la clasificación final de 8 plazas y obligando a Finlandia a clasificarse en la semifinal en el próximo festival.
La canción es una balada inspirada en la masacre de la escuela de Beslán, con Rönning preguntando por qué la gente hace lo que hace, y "why can't love be all that matters?" "(¿por qué no puede ser el amor lo único importante?) Mientras que la canción cosechaba elogios para la representación de Rönning, la creencia general entre los aficionados fue demasiado pesimista para un tema que demostrase éxito en el festival.
La canción fue sucedida como representante finlandés en el Festival de la Canción de Eurovisión 2006 por Lordi con "Hard Rock Hallelujah".

## Lista de canciones
1. «Why?» (03:02)